# Stjepan Ivanišević
Stjepan Ivanišević (Trpanj, 12. kolovoza 1939. – Zagreb, 29. svibnja 2021.), hrvatski pravnik, sveučilišni profesor i ministar pravosuđa u vladi Ivice Račana od 2000. do 2001. Sudjelovao u reformi pravosuđa u sklopu ustavnih promjena Račanove vlade.

## Znanstvena djelatnost
Stjepan Ivanišević pohađao je osnovnu školu u Trpnju i Korčuli, a gimnaziju je završio u Dubrovniku. Diplomirao je na Pravnom fakultetu u Zagrebu 1965., gdje je stekao magisterij i doktorat iz pravnih znanosti. Od 1961. do 1962. radio je u Općinskoj upravi Trpanj, nakon čega se zaposlio kao asistent na zagrebačkom Pravnom fakultetu na Katedri za upravnu znanost, a postom kao znanstveni asistent i profesor. Predstojnik Katedre za upravnu znanost bio je između 1990. i 1997., a istodobno je bio i pročelnik Zavoda za upravne i političke znanosti. Između 1989. i 1995. bio je predsjednik Vijeća postdiplomskog studija iz upravno-političkih znanosti. U nastavi je surađivao i sa zagrebačkim Fakultetom političkih znanosti, riječkim Pravnim fakultetom te s ljubljanskim Fakultetom sociologije, političkih znanosti i novinarstva. Surađivao je također s Institutom za društvena istraživanja Sveučilišta u Zagrebu i sa Zavodom za upravne i političke znanosti zagrebačkoga Pravnog fakulteta. Ivanišević je član brojnih znanstvenih i građanskih udruga.
Ivanišević je od 1990. do 1993. bio potpredsjednik SDP-a. Član Direkcije bio je od 1993. do 1994., kada je postao potpredsjednik Akcije socijaldemokrata Hrvatske. Član Izvršnog odbora Savjeta Gradskog odbora SDP-a postao je 1998.

## Ministar u Račanovoj vladi
Nakon parlamentarih izbora održanih u siječnju 2000., Ivanišević je 27. siječnja imenovan ministrom u vladi Ivice Račana sastavljene od koalicije predvođene SDP-om. Od Račana je tražio da djelokrug Ministarstva pravosuđa proširi i na državnu upravu te lokalnu samoupravu, gdje je imao u cilju napraviti značajne promjene. Ministarstvo je u vrijeme Ivaniševićevog preuzimanja bilo sporo i neučinkovito, s više od milijun neriješenih predmeta. Ivanišević je također odlučio iskorijeniti korupciju u Ministarstvu, koja je bila dosta prisutna. Usprotivio se smanjenju plaća pravosudnih dužnosnika koje je povećao HDZ-ov ministar Milan Ramljak kako bi dužnosnike učinio nepristranima u radu i radi iskorjenjivanja korupcije.
Odmah nakon što je Račanova vlada preuzela vlast, pristupila je ustavnim promjenama s ciljem promjene polupredsjedničkog u parlamentarni sustav. Račan je Ivaniševića imenovao čelnikom Vladine stučne komisije za izradu nacrta ustavnih promjena. Dio reformi odnosio se i na pravosuđe, pa je Ivaniševićevim zalaganjem Državno odvjetništvo prvi put uređeno ustavom kao samostalna ustavna institucija čime su ostvareni uvjeti za njezinu depolitizaciju te joj je bitno ojačan položaj u pravosudnom sustavu. Na temelju toga donesen je novi Zakon o Državnom odvjetništvu koji je na nov način uredio izbor državnih odvjetnika i njihovih zamjenika, slično kao izbor sudaca, a u tu svrhu je uspostavljeno i posebno Državno-odvjetničko vijeće sastavljeno od uglednih državnih odvjetnika. Ukinuta je i dotadašnja institucija pravobraniteljstva, koja je do tada zastupala državu u imovinskim sporovima. Dio osoblja pravobraniteljstva integriran je u Državno odvjetništvo, čime su napravljene značajne uštede. Doneseni su i novi zakoni o sudovima, javnom bilježništvu, izvršenju kaznenih sankcija i drugi zakoni koji su se odnosili na pravosuđe.
Kako su u djelokrugu Ministarstva pravosuđa bili državna uprava i lokalna samouprava, Ivanišević je nastojao ustavne promjene proširiti i na taj segment. Zalagao se za razgraničenjem državne uprave i lokalne samouprave, pa su županije prestale obavljati poslove državne uprave i postale samoupravne jedinice s vlastitim djelokrugom. Slijedom toga, župani su postali lokalno izabrani dužnosnici, a ne dužnosnici koje je potvrđivao predsjednik. Dotadašnjih 175 županijskih ureda s oko 7000 službenika integrirano je u 20 ureda državne uprave na čelu kojih su bili predstojnici koje je imenovala Vlada, a broj službenika smanjen je na oko 4500. Ivanišević se zalagao za unošenje ustavnih odredbi koje bi bile više usklađene s Europskom deklaracijom o lokalnoj samoupravi, kako bi se mogao otvoriti proces decentralizacije javnih poslova u Hrvatskoj. Kasniji doneseni zakoni na temelju te odredbe uglavnom su išli u tom smjeru.
U sklopu reformi državne uprave, Ivanišević je nastojao uvesti u zakonske tekstove kriterije napredovanja po sustavu zasluga te nagrađivanja prema radu. Sva su tijela državne uprave trebala donijeti pravilnike o unutarnjoj organizaciji i sistematizaciji radnih mjesta u koje su trebali biti jasno utvrđeni uvjeti za svako radno mjesto kako bi se onemogućilo da se rad u državnoj upravi koristi kao sinekura. Uvedeno je godišnje ocjenjivanje rada službenika te mogućnost bržeg napredovanja službenika koji se ističu zalaganjem u radu. Međutim, ta načela ipak nisu uspjela zaživjeti u praksi zbog otpora postojećih struktura.
Ivanišević je u svrhu kadrovskih promjena u vrhu pravosuđa, predsjedniku Stjepanu Mesiću predlagao da Saboru za predsjednika Vrhovnog suda izabere Ivicu Crnića, a za glavnog državnog odvjetnika Radovana Ortynskog. Znatno je promijenjen sastav Državnog sudbenog vijeća i Ustavnog suda. Na osnovi zakonskih ovlasti provedeni su javni natječaji za sve općinske i županijske državne odvjetnike koje je imenovao Ivanišević na temelju kriterija uspješnosti i kvalitete njihova dotadašnjeg rada, bez ikakve intervencije izvana. Sličan je postupak zakonom bio predviđen i za predsjednike općinskih i županijskih sudova te predsjednike trgovačkih sudova i sudova za prekršaje. Međutim, Ivaniševiću to nije pošlo za rukom negativnim stavom koordinacije stranaka vladajuće koalicije. Naime, bilo je izneseno mišljenje da bi na taj način ministar pravosuđa postao najjači čovjek u državi. Ivanišević je tražio da mu se dopusti nastavak tog posla, alternativno dajući ostavku, pa je taj posao bio odgođen.